# Hemiteles monospilus
Hemiteles monospilus är en stekelart som beskrevs av Johann Ludwig Christian Gravenhorst 1829. Hemiteles monospilus ingår i släktet Hemiteles och familjen brokparasitsteklar. Inga underarter finns listade i Catalogue of Life.